# Vlajka Židovské autonomní oblasti

Vlajka Židovské autonomní oblasti
Poměr stran: 2:3

Vlajka Židovské autonomní oblasti, jediné autonomní oblasti Ruské federace, je tvořena bílým listem o poměru stran 2:3, v jehož středu je vodorovný pruh, tvořený sedmi úzkými proužky (každý o šířce 1/40 šířky vlajky) v barvách červená, oranžová, žlutá, zelená, světle modrá, tmavě modrá a fialová. Tyto proužky jsou od sebe odděleny šesti bílými proužky o šířce 1/120 šířky vlajky.

## Historie
Židovská autonomní oblast vznikla 7. května 1934 jako Autonomní Židovská národní oblast. V sovětské éře oblast neužívala žádnou vlajku. 31. července 1996 byl (místním gubernátorem) podepsán oblastní zákon č. 18-oz o státních symbolech Židovské autonomní oblasti. Zákonodárné shromáždění lidových poslanců oblasti přijalo tento zákon ve stejný den usnesením č. 59-3. Popis vlajky v článku č. 2 zákona byl velmi nepřesný. Vlajku navrhl Alexandr Dmitrijevič Valjajev.
Dle neověřených informací byla první varianta vlajky od 31. července – 27. listopadu bez šesti bílých oddělovacích proužků.

? Vlajka Židovské autonomní oblasti (31. července – 27. listopadu 1996) Poměr stran: 2:3

## Vlajky rajónů Židovské autonomní oblasti

Administrativní členění Židovské autonomní oblasti

Židovská autonomní oblast se administrativně člení na 5 rajónů (1–Birobidžanský, 2–Leninský, 3–Oblučenský, 4–Oktjabrský, 5–Smidovičsky) a hlavní město. Vlajku užívá (zřejmě) pouze hlavní město Birobidžan.